# Addison (ligne brune du métro de Chicago)
Pour les articles homonymes, voir Addison.
Ne doit pas être confondu avec Addison (ligne bleue du métro de Chicago) ou Addison (ligne rouge du métro de Chicago).
 Addison est une station aérienne de la ligne brune du métro de Chicago située au nord-ouest de la ville dans le quartier de North Center. Elle est située à 800 mètres de Irving Park au nord et à 600 mètres de Paulina au sud-est.

## Description
La station a été conçue par les ingénieurs CM Mock et Charles Weston de la société Angus Brothers Construction, et elle fut inaugurée le 18 mai 1907 sur la Ravenswood Line par la Northwestern Elevated. 
La station a conservé une grande partie de son matériel d’origine jusqu'à sa rénovation dans le cadre du Brown Line Capacity Expansion Project. En plus de la station d'origine et des auvents, une grande partie de la plate-forme d'origine et des balustrades était intacte, elle fut fermée le 2 décembre 2006. 
La nouvelle entrée de la station est construite sur le même trottoir que l’originale mais la salle des guichets est agrandie et la lumière y pénètre beaucoup mieux que dans l’ancienne. Le nouveau bâtiment est plus désuet mais surtout plus fonctionnel que l’ancien. 
La nouvelle station est composée d’une devanture en verre encadrés par des meneaux en aluminium et de deux tours d’ascenseurs ont été construites pour permettre aux passagers à mobilité réduite d’atteindre les quais. Leurs cages sont décorées d'œuvres d’art original créées par l'artiste Gregory Gomez. Les façades est et ouest de la tour d'ascenseur sont décorées avec une sculpture du marquoir de Wrigley Field du 14 mai 1969, jour de match entre les Cubs et les San Diego Padres. Les Cubs ont gagné ce match 3-2 grâce à leur icône, Ernie Banks. 
Les plates-formes ont été rénovées avec une nouvelle terrasse, balustrades, éclairages et signalisation Tandis que les auvents d’origine ont été conservés et remis à neuf dans une couleur brune en rappel de la couleur de la ligne qui dessert Addison. 
La station a été rouverte le 3 décembre 2007 en présence de Ron Huberman, le président de la Chicago Transit Authority et du sénateur de l'État de l'Illinois, John Cullerton.  
926 390 passagers y ont transité en 2008.

## Les correspondances avec lesbus
Avec les bus de la Chicago Transit Authority :
- #11 Lincoln/Sedgwick
- #152 Addison

## Dessertes
| Nord/Ouest               |  |             |  | Sud/Est                             |
| ------------------------ |  | ----------- |  | ----------------------------------- |
| Irving Park vers Kimball |  | ligne brune |  | Paulina vers Kimball via Clark/Lake |
| modifier sur Wikidata    |  |             |  |                                     |